# 4youCard

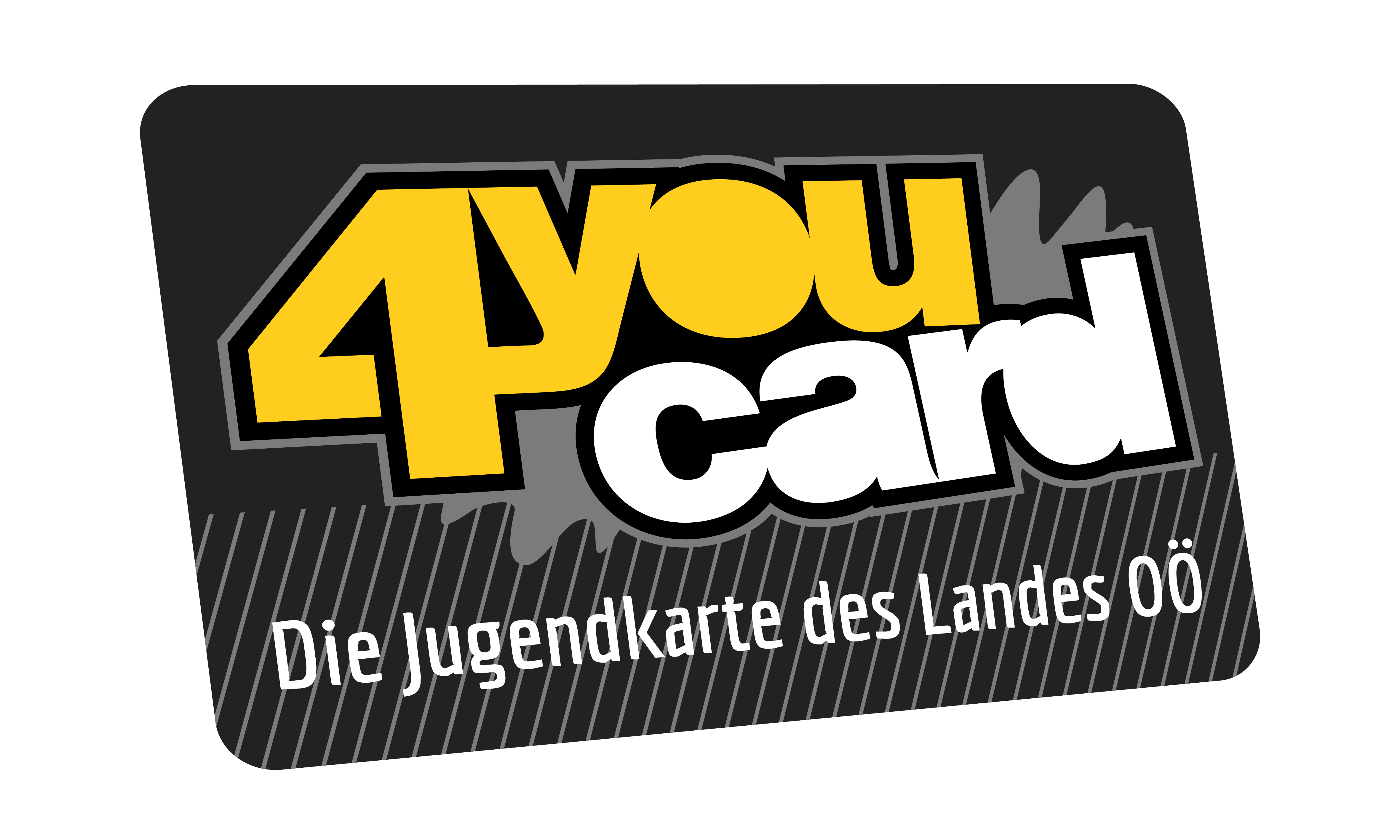
Das Logo der 4youCard ab 25. Mai 2021

Die 4youCard ist ein kostenloser Jugendausweis für alle Bewohner des Landes Oberösterreich von 12 bis 26 Jahren. Die 4youCard können auch Jugendliche erhalten, die zwar nicht in Oberösterreich wohnen, aber ihren Lebensmittelpunkt im Bundesland Oberösterreich haben. Die 4youCard besitzt neben der Funktion als Altersnachweis ebenfalls die einer Rabattkarte bei zahlreichen Vorteilsgebern und Veranstaltungen.

## Geschichte
Im Rahmen des Jahres der Jugend (2001) in Oberösterreich, gab der damalige JugendLandesrat Walter Aichinger den Auftrag, eine flächendeckende Jugendkarte mit Ausweisfunktion zu schaffen. Ziel war es, auch aufgrund des neuen Jugendschutzgesetzes, einen Ausweis für Jugendliche anzubieten, welcher einem Lichtbildausweis in Jugendschutzangelegenheiten (Altersnachweis) gleichzustellen ist. Die damals von Reinhard Anreiter als Leiter des Landesjugendreferates entwickelte Karte erhielt den Namen „4youCard“. Im Jahre 2001 wurden die ersten 4youCards ausgestellt. 16 Jahre später verfügt die 4youCard über 165.000 Mitglieder (Stand Februar 2017) und hat eine Bekanntheit von 91 % in der Zielgruppe der 12- bis 26-Jährigen.
Im Februar 2013 präsentierte die damalige Landesrätin Doris Hummer die 4youCard als digitale Karte, welche via App auf Smartphones dargestellt werden kann. Wie bei der analogen Version wurde auch hier über Sicherheitsmerkmale eine fälschungssichere Altersnachweisfunktion umgesetzt.

## Funktionen
- Auf der 4youCard sind Name, Adresse, Geburtsdatum sowie ein Foto aufgedruckt. Seit 2006 ist die 4youCard einem amtlichen Lichtbildausweis im Sinne des Jugendschutzgesetzes gleichgestellt. Jugendliche können die 4youCard verwenden, um Eintritt zu Veranstaltungen zu erhalten oder Getränke zu konsumieren.[7]

- 4youCard-Mitglieder erhalten Rabatte bei mehr als 600 Partnern in ganz Oberösterreich aus unterschiedlichsten Wirtschaftsbranchen und bei Veranstaltungen. Jugendliche können mit der 4youCard in der Freizeit oder auch für schulische oder berufliche Zwecke sparen.[7]

- 4youCard-Mitglieder erhalten regelmäßig Informationen zu jugendrelevanten Themen und Aktionen via Magazin, Newsletter, Homepage etc.[7]